# Joseph Erwein
Joseph Duclas Erwein (* 27. Dezember 1819; † 18. November 1909 in Klagenfurt) war ein österreichischer Jurist und Politiker.

## Leben
Joseph Duclas Erwein wurde am 27. Dezember 1819 als Sohn des Pflegers der gräflich Dietrichsteinischen Herrschaft Finkenstein geboren. Nach Abschluss seines Jus-Studiums war Erwein als Advokat tätig. 1861 wurde er in den Kärntner Landtag berufen, in dem er bis 1866 den Großgrundbesitz, 1866 bis 1870 Sankt Veit an der Glan und ab 1871 wieder den Großgrundbesitz vertrat. Er war Mitglied des Staatsgerichtshofes und seit 1895 lebenslängliches Mitglied des Herrenhauses. Von 1884 bis 1896 war er Landeshauptmann von Kärnten.